# مناظير الوقاية للتكيف مع الضوء الأحمر

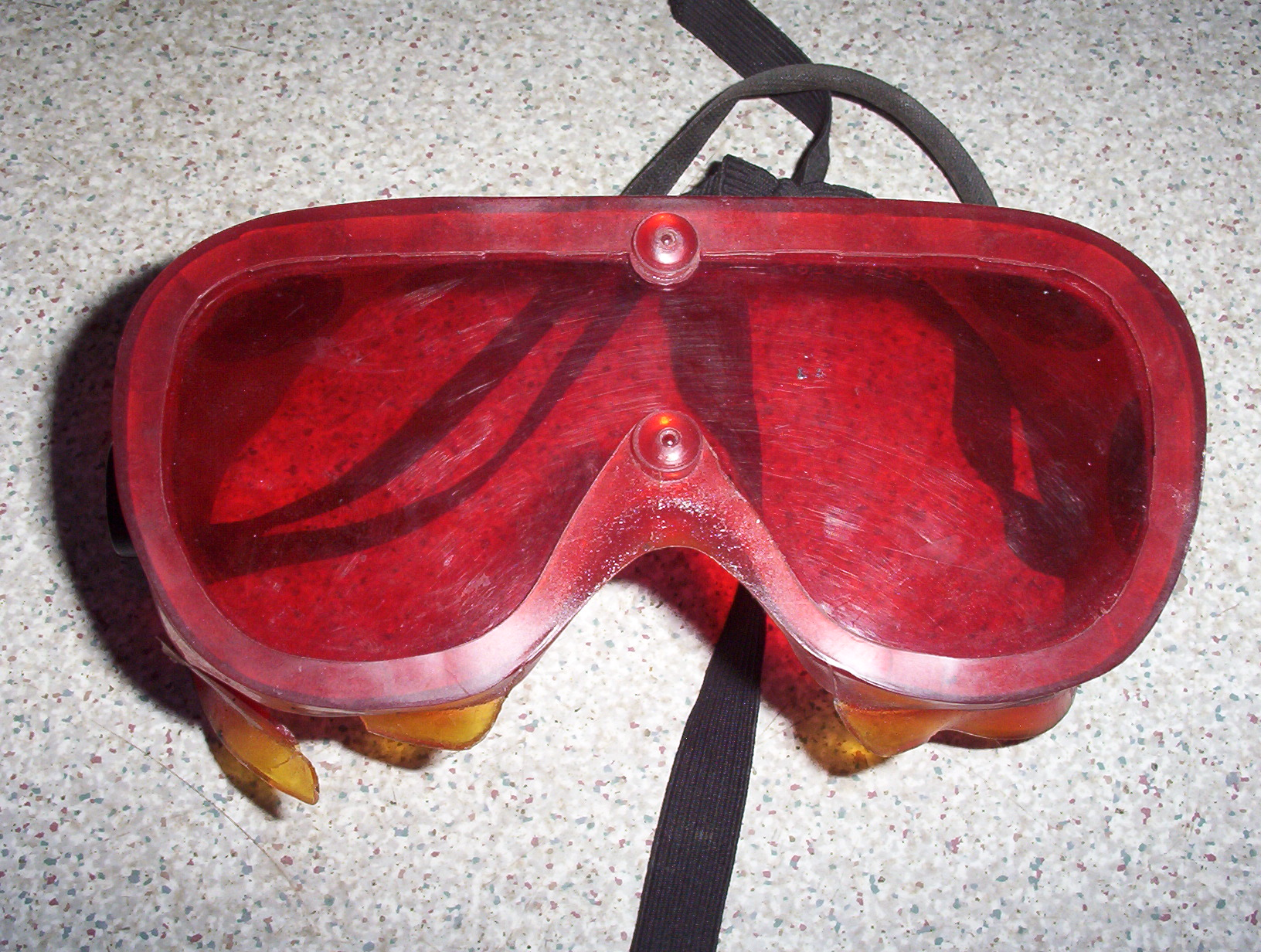
منظار الوقاية للتكيف مع الضوء الأحمر

مناظير الوقاية للتكيف مع الضوء الأحمر (بالإنجليزية: Red adaptation goggles)‏ قام باختراعها فيلهلم ترنديلينبيرغ (بالألمانية: Wilhelm Trendelenburg) عام 1916 ليكون أول عالم أشعة يستخدمها حتى تتكيف أعينهم على رؤية الضوء الذي تنتجه الشاشات المتألقة (بالإنجليزية: fluorescent screens)‏ خلال عمليات الكشف الفلوري (بالإنجليزية: fluoroscopic procedures)‏. وتعتمد الفكرة على العمل الذي قام به أنطوان بيكلير(بالفرنسية: Antoine Béclère)‏ على ميزة التكيف على الظلام الموجودة بالعين، حيث لاحظ أن الكشف الفلوري يعتمد على استخدام نَبابيتُ الشَّبَكِيَّة (بالإنجليزية: retinal rods)‏ الموجودة بالعيْن. ومنذ أن كانت النبابيت الشّبكية حساسة لأطوال الموجة الطويلة للضوء، مثل الضوء الأحمر، بخلاف المخاريط الشبكية (retinal cones) غير الحساسة، مكّنت تلك المناظير علماء الفيزياء من تكيّف أعينهم عند الإعداد لعملية الكشف الفلوري مع قدرتهم على القيام بالأعمال الأخرى. وقبل اكتشاف هذه المناظير، كان علماء الفيزياء يضطرون للجلوس لفترات طويلة في حجرة مظلمة يتم فيها إجراء تلك العملية حتى تتكيف أعينهم على الأوضاع منخفضة الإضاءة.

## وصلات خارجية
- "Red Goggles (ca. 1940s)". Oak Ridge Associated Universities. مؤرشف من الأصل في 2017-06-06. اطلع عليه بتاريخ 2008-07-14.